# Junior Eurovision Song Contest
Junior Eurovision Song Contest (franska: Concours Eurovision de la Chanson Junior), även förkortat JESC, Junior Eurovision eller Junior EuroSong, är en årligt återkommande musiktävling organiserad av den Europeiska radio- och TV-unionen (EBU). Tävlingen har sedan starten 2003 arrangerats i fjorton olika länder, varav sju av dessa arrangerat tävlingen två gånger; Nederländerna (2007, 2012), Ukraina (2009, 2013), Belarus (2010, 2018), Malta (2014, 2016), Polen (2019, 2020), Armenien, (2011, 2022) och Frankrike (2021, 2023).
Tävlingen är mycket lik Eurovision Song Contest, varifrån tävlingens namn härstammar. Varje deltagarnation, som dessutom måste vara medlem i EBU, skickar en artist, 9 till 14 år på dagen då tävlingen genomförs, samt ett 2 minuter och 45 sekunder till 3 minuter långt bidrag, för att tävla mot de andra deltagarnationerna. Tittare från de deltagande länderna har möjlighet att rösta på sina favoritbidrag och står sedan 2008, med undantag för 2016, för 50% av makten, medan en jurygrupp i varje land står för den andra hälften. Vinnaren är det land som skrapat ihop flest antal poäng när alla länders röster är räknade.
Utöver de deltagande länderna har tävlingen sänts i Australien varje år. Andorra, Bosnien och Hercegovina och Finland har också sänt tävlingen, men har ännu inte ställt upp och medverkat. Kazakstan sände tävlingen 2017 och gjorde sin debut i tävlingen 2018. Sedan 2006 kan tävlingen streamas live på internet genom tävlingens officiella hemsida. Australien bjöds in till tävlingen 2015.

## Härkomst och historia
Idén om att skapa ett Eurovision Song Contest för unga och barn tog fart i och med Danmarks Radios (DR) arrangerande av en musiktävling för barn år 2000 och 2001. Denna musiktävling utvecklades 2002 till en skandinavisk version, MGP Nordic, där Danmark, Norge och Sverige ställde upp. År 2007 kom även Finland med i tävlingen.
EBU snappade upp idén om en musiktävling tänkt för endast barn och unga, och grundade då "Eurovision Song Contest for Children", och lät meddela samtliga EBU-medlemsstater om det nya evenemanget. Så småningom blev Eurovision Song Contest for Children istället Junior Eurovision Song Contest, och 15 länder hade anmält sig till tävlingen. Emellertid skulle dessa 15 bli 16 efter två avhopp och ett nytt land på listan. Danmarks Radio tilldelades rätten att arrangera tävlingen i och med deras erfarenheter av att ha tidigare arrangerat MGP Nordic.
Efter ett lyckat första år lät EBU meddela att en uppföljande tävling 2004 var på gång. Brittiska ITV tilldelades rätten att stå som arrangörer, och tävlingen planerade äga rum i Manchester. ITV valde dock senare att hoppa av värdskapet på grund av ekonomiska svårigheter, och tävlingen skulle därmed inte komma att arrangeras i Storbritannien. Troligen orsakades avhoppet dessutom av det faktum att tittarsiffrorna låg under förväntan för TV-kanalen. Kroatien, 2003 års vinnare, och TV-bolaget HRT hoppade på värdskapet efter att EBU gett dem förslaget att arrangera tävlingen i huvudstaden Zagreb. Olyckligt nog visade sig att HRT "glömt bort" att boka den tänkta arenan, vilket därmed uteslöt Kroatien som värdnation för tävlingen. Det var nu, med fem månader kvar innan tävlingen, som norska NRK kom till undsättning och tog på sig ansvaret att arrangera 2004 års tävling Lillehammer. Sedan 2004 har EBU låtit införa en regel som säger att det måste ske en budgivning TV-bolagen och EBU emellan angående värdskapet, för att undvika att liknande situationer inträffar igen. Belgien lyckades ta hem budgiviningen inför 2005 års tävling, och arrangerade därmed den tredje upplagan i tävlingens historia.
Samtliga upplagor av tävlingen har sänts i 16:9 widescreen och i HDTV. Dessutom har ett officiellt album med de tävlande bidragen producerats varje år. Mellan 2003 och 2006 gavs även en DVD-film av tävlingen ut för varje år, men denna försäljning avslutades på grund av lågt intresse bland konsumenter.
Från det att tävlingen sändes för första gången till och med 2007 utsågs vinnaren med hjälp av enbart telefonröstning i varje land, som delade ut 1-8, 10 och 12 poäng (baserade på telefonrösterna). Till 2008 års tävling ändrades detta och varje lands poäng avgjordes med hjälp av 50% telefonröstning och 50% juryröstning. Telefonröstning möjliggörs efter att det sista bidraget framförts på scen, med undantag för mellan 2006 och 2010 då det var möjligt under hela programmet Under 2007 och 2008 års upplagor donerades vinster, i form av pengar, gjorda på telefonröstningen till Unicef.
Före 2007 resulterade ett eventuellt val av de deltagande ländernas TV-bolag att inte sända tävlingen live i en bötfälla. Från och med 2008 har denna regel tagits ur bruk och deltagarnationerna är inte längre tvungna att sända tävlingen live, utan tillåts numera att istället sända den på vid ett mer "passande tillfälle".
I dokumentären Sounds Like Teen Spirit: A Popumentary (2008) får man följa flera av deltagarna i 2007 års tävling från den nationella uttagning till dess att de intar den stora scenen och framför sitt bidrag framför miljoner tittare runtom i Europa. Dokumentären visades på bland annat Toronto International Film Festival 2008 och hade sin premiär i Gent, Belgien och Limassol, Cypern där 2008 års tävling arrangerades.

## Format
Tävlingsformatet har förändrats relativt lite sedan den första upplagan av tävlingen; varje bidrag måste framföras live av artisten, men förinspelad bakgrundssång är tillåten. EBU menar att syftet med programmet är att "främja ungas talang inom popmusik genom att uppmuntra tävlan bland [...] deltagarna".

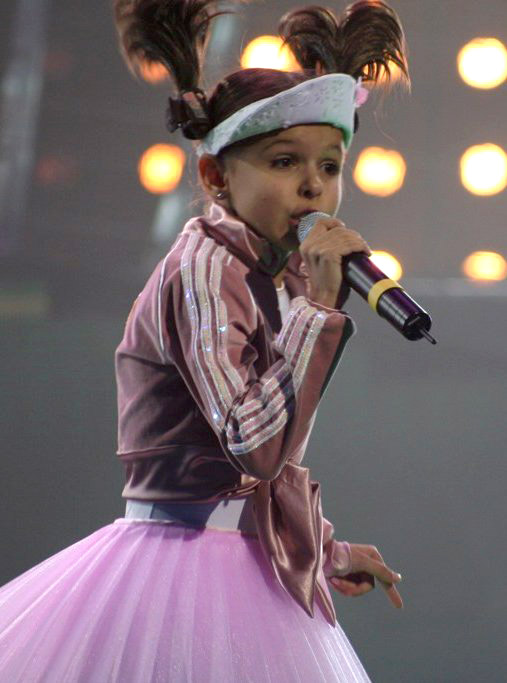
Ksenia Sitnik framför "My vmeste" 2005, första gången Belarus vann tävlingen.

Programmet sändes fram till 2015 alltid på en lördagskväll i november eller december. Sedan 2016 sänds tävlingen istället under samma period fast på en söndagseftermiddag, eftersom det ska "passa de unga tittarna bättre". Programmet varar mellan 2 och 3 timmar.
Traditionellt sätt inleds tävlingen med en öppningsceremoni dit alla de tävlande artisterna välkomnas, därefter, några dagar senare, sänds själva showen som består av de tävlande ländernas och artisternas framförande av bidragen på scen, en snabbgenomgång på låtarna, en eller två mellanakter (medan rösterna räknas) och därefter omröstningen där vinnaren koras.
Sedan 2008, med undantag för 2016, avgörs resultatet med hjälp av 50% tittarröster och 50% juryröster. Mellan 2003 och 2007 användes enbart telefon- och SMS-röstning som rostningsmetod, och folket stod därmed för 100% av makten. De tio bidrag som skrapat ihop flest tittar- och juryröster, land för land, tilldelas poängen 1-8, 10 och 12. Dessa poäng läses upp i direktsändning av en poänguppläsare, 9 till 14 år gammal, som varje sändande TV-station valt ut. Efter att samtliga länder lagt sina röster koras det land mest flest totalpoäng till vinnare.
Sedan 2013 delas priser ut till vinnaren, tvåan och trean i tävlingen,, något som tidigare enbart delats ut till vinnaren.
Till skillnad från sin modertävling, Eurovision Song Contest, tilldelas det vinnande landet inte automatiskt rätten till att få organisera nästkommande års evenemang, utan har istället första tjing på att få lägga fram ett bud till EBU. Anledningen till detta är att man "inte vill sätta press på de tävlande barnen". Den principen slopades emellertid inför 2018 års tävling, då EBU lät meddela att den skulle hållas i Belarus trots att 2017 års tävling inte hade avgjorts vid tidpunkten.
Tävlingen har i de flesta fall presenterats och letts av två programledare; en man och en kvinna. Det har dock skett undantag, bland annat ledde en kvinnlig programledarduo tävling 2006, och under 2014 och 2015 års tävling leddes evenemanget av enbart en kvinna) Programledarnas uppgift är att leda tittarna genom programmet, prata med artisterna i greenroom samt att leda omröstningen.
Trots att Junior Eurovision Song Contest härstammar från bland annat Eurovision Song Contest återfinns ett antal skillnader tävlingarna emellan. Scenframträdandet får max bestå av åtta personer, till skillnad från sex personer som tillåts i modertävlingen. Från och med 2005 till 2015 tilldelades varje deltagande nation 12 poäng automatiskt för att undvika att någon deltagare skulle hamna på noll poäng, något som dock inte inträffat även utan denna regel. Trots dessa 12 poäng likställdes det ofta att sluta på 12 poäng var lika med att sluta på 0, i och med att man inte tilldelats ett enda poäng från någon annan deltagarnation.

### Bidragsrestriktioner

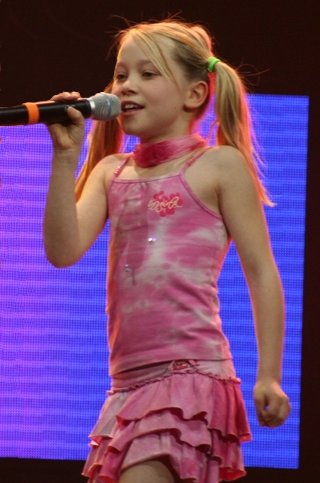
Malin Reitan tävlade för Norge 2005 med Sommer og skolefri.

Den låt som väljs ut av den nationella TV-stationen måste framföras till största del på det officiella språk som talas i landet. Låten får dock innehålla som max 40% engelskspråkig text. Samma regel rådde i Eurovision Song Contest mellan 1966 och 1998, med undantag för mellan 1973 och 1976. Man måste enligt regelverket ha bott i det land man representerar i minst två år på dagen då tävlingen avgörs.
När tävlingen startades 2003 var den öppen för deltagare mellan 8 och 15 år gamla, för att inför 2007 ändras till att vara öppen enbart för barn i åldrarna 10 till 15 år. Numera måste deltagare vara mellan 9 och 14 år för att vara med och tävla, något som introducerades till 2016 års upplaga av tävlingen.
Ingen av de tävlande låtarna får ha getts ut eller spelat någon gång tidigare, och måste vara mellan 2 minuter och 45 sekunder, och 3 minuter långa. Mellan 2003 och 2006 fick man som deltagande artist inte ha varit aktiv inom musikbranschen före sin medverkan i tävlingen. Denna regel slopades 2007, och även redan erfarna, unga artister fick plats i tävlingen. Norska NRK reagerade starkt kritiskt mot detta beslut och hoppade av tävlingen.
Sedan 2008 har det varit tillåtet för vuxna att involvera sig i låtskrivandet och komponerandet av bidragen. Tidigare var man som låtskrivare i tävlingen tvungen att vara mellan 10 och 15 år gammal.

## Organisation
Tävlingen produceras årligen av den Europeiska Radio- och TV-unionen (EBU). Sedan 2003 har fyra olika personer haft det högsta ansvaret över tävlingen och därmed arbetat som exekutiv producent; Svante Stockselius (2003–2010), Sietse Bakker (2011–2012), Valdislav Yakovlev (2013–2015) och Jon Ola Sand (sedan 2016). Den exekutiva producentens uppdrag är att bland annat leda styrelsen (som bland annat stiftar tävlingsreglerna), avgöra vilket TV-bolag som ska få arrangera nästkommande upplaga av tävlingen, samt att överse produktionen i sin helhet.
Styrelsemötena tenderar att inkludera även delegationscheferna ifrån varje lands delegation. Deras jobb är att upprätthålla samtal och förbindelser mellan EBU och det TV-bolag de representerar. Dessutom bör de se till att de deltagande artisterna aldrig lämnas ensamma utan någon vuxen, eftersom ett syfte med tävlingen är att "skapa en laganda bland deltagarna för att utveckla deras erfarenheter samt för att ge dem en känsla av gemenskap"."
Nedan listas samtliga exekutiva producenter utsedda av EBU sedan tävlingens första upplaga (2003).
| Land          | Namn               | År        |
| ------------- | ------------------ | --------- |
| Sverige       | Svante Stockselius | 2003–2010 |
| Nederländerna | Sietse Bakker      | 2011–2012 |
| Ryssland      | Vladislav Yakovlev | 2013–2015 |
| Norge         | Jon Ola Sand       | 2016–2019 |
| Sverige       | Martin Österdahl   | 2020-     |

## Deltagande länder

De deltagande länderna:
Länder som har deltagit minst en gång.
Länder som har rätt att delta, men som (ännu) inte har gjort det.
Planerade att delta, men drog sig ur.
Länder som deltagit som en del av ett annat land men aldrig som en självständig stat.

Enbart aktiva medlemsstater i EBU tillåts ställa upp i tävlingen, men länder även utan medlemskap har rätt att sända tävlingen både live och i efterhand. Undantagen är Kazakstan och Australien, som bjudits in av EBU till att medverka även om de båda länderna endast är associerade medlemmar i EBU.
De deltagande nationerna i tävlingen tenderar att ändras drastiskt varje år. De ursprungliga skandinaviska TV-bolagen (DR, NRK och SVT) hoppade av tävlingen 2006 eftersom de fann sättet artisterna behandlades på oetiskt, och återupptog istället MGP Nordic, som tidigare lades på hyllan då Junior Eurovision Song Contest startade. Ett land av de totalt 41 som ställt upp minst en gång i tävlingen har ställt upp varje år sedan starten; Nederländerna.
Nedan listas samtliga deltagarnationer samt deras respektive debutår.
| År                                   | Länder vars debut skedde denna tävling |
| ------------------------------------ | --- |
| 2003                                 | Belarus, Belgien, Cypern, Danmark, Grekland, Kroatien, Lettland, Malta, Nederländerna, Nordmakedonien, Norge, Polen, Rumänien, Spanien, Storbritannien, Sverige |
| 2004                                 | Frankrike, Schweiz |
| 2005                                 | Ryssland, Serbien och Montenegro |
| 2006                                 | Portugal, Serbien, Ukraina |
| 2007                                 | Armenien, Bulgarien, Georgien, Litauen |
| Inga debutanter mellan 2008 och 2009 | |
| 2010                                 | Moldavien |
| 2012                                 | Albanien, Azerbajdzjan, Israel |
| 2013                                 | San Marino |
| 2014                                 | Italien, Montenegro, Slovenien |
| 2015                                 | Australien, Irland |
| Inga debutanter mellan 2016 och 2017 | |
| 2018                                 | Kazakstan, Wales |
| Inga debutanter 2019                 | |
| 2020                                 | Tyskland |
| Inga debutanter mellan 2021 och 2022 | |
| 2023                                 | Estland |
| Inga debutanter sedan 2024           | |

### Andra medlemsstater
Följande länder innehar aktivt medlemskap hos den Europeiska Radio- och TV-unionen (EBU) och får därmed medverka i Junior Eurovision Song Contest, men har dock ännu inte gjort det.

- Algeriet
- Andorra
- Bosnien och Hercegovina
- Egypten
- Finland
- Island
- Jordanien
- Libanon
- Libyen
- Luxemburg
- Monaco
- Marocko
- Slovakien
- Tjeckien
- Tunisien
- Turkiet
- Ungern
- Vatikanstaten
- Österrike

## Vinnande bidrag

### Översikt
Tolv länder har vunnit tävlingen sedan starten 2003; Italien, Kroatien, Nederländerna, Spanien och Ukraina har vunnit en gång; Armenien, Belarus, Malta, Polen och Ryssland två gånger; Frankrike tre gånger och Georgien fyra gånger. Både Italien och Kroatien vann samma år som de genomförde sin debut.
| År   | Datum       | Plats       | D. | Vinnare       | Vinnare                         | Vinnare             | Vinnare        | Vinnare  | Andra plats    | Tredje plats   | Sista plats    |
| År   | Datum       | Plats       | D. | Land          | Bidrag                          | Artist              | Poäng          | Marginal | Andra plats    | Tredje plats   |                |
| ---- | ----------- | ----------- | -- | ------------- | ------------------------------- | ------------------- | -------------- | -------- | -------------- | -------------- | -------------- |
| 2003 | 15 november | Köpenhamn   | 16 | Kroatien      | "Ti si moja prva ljubav"        | Dino Jelusić        | 134            | 9        | Spanien        | Storbritannien | Polen          |
| 2004 | 20 november | Lillehammer | 18 | Spanien       | "Antes muerta que sencilla"     | María Isabel        | 171            | 31       | Storbritannien | Kroatien       | Lettland       |
| 2004 | 20 november | Lillehammer | 18 | Spanien       | "Antes muerta que sencilla"     | María Isabel        | Polen          |          | Storbritannien | Kroatien       |                |
| 2005 | 26 november | Hasselt     | 16 | Belarus       | "My vmeste" (Мы вместе)         | Ksenia Sitnik       | 149            | 3        | Spanien        | Norge          | Malta          |
| 2006 | 2 december  | Bukarest    | 15 | Ryssland      | "Vesenniy Jazz" (Весенний джаз) | Tolmachevy Twins    | 154            | 25       | Belarus        | Sverige        | Nordmakedonien |
| 2007 | 8 december  | Rotterdam   | 17 | Belarus       | "S druz'yami" (С друзьями)      | Alexey Zhigalkovich | 137            | 1        | Armenien       | Serbien        | Grekland       |
| 2008 | 22 november | Limassol    | 15 | Georgien      | "Bzz.."                         | Bzikebi             | 154            | 19       | Ukraina        | Litauen        | Bulgarien      |
| 2009 | 21 november | Kiev        | 13 | Nederländerna | "Click Clack"                   | Ralf Mackenbach     | 121            | 5        | Armenien       | —              | Rumänien       |
| 2009 | 21 november | Kiev        | 13 | Nederländerna | "Click Clack"                   | Ralf Mackenbach     | Ryssland       |          |                |                | Rumänien       |
| 2010 | 20 november | Minsk       | 14 | Armenien      | "Mama" (Մամա)                   | Vladimir Arzumanyan | 120            | 1        | Ryssland       | Serbien        | Ukraina        |
| 2011 | 3 december  | Jerevan     | 13 | Georgien      | "Candy Music"                   | CANDY               | 108            | 5        | Nederländerna  | Belarus        | Lettland       |
| 2011 | 3 december  | Jerevan     | 13 | Georgien      | "Candy Music"                   | CANDY               | Nordmakedonien |          | Nederländerna  | Belarus        |                |
| 2012 | 1 december  | Amsterdam   | 12 | Ukraina       | "Nebo" (Небо)                   | Anastasiya Petryk   | 138            | 35       | Georgien       | Armenien       | Albanien       |
| 2013 | 30 november | Kiev        | 12 | Malta         | "The Start"                     | Gaia Cauchi         | 130            | 9        | Ukraina        | Belarus        | Nordmakedonien |
| 2014 | 15 november | Malta1      | 16 | Italien       | "Tu primo grande amore"         | Vincenzo Cantiello  | 159            | 12       | Bulgarien      | Armenien       | Kroatien       |
| 2015 | 21 november | Sofia       | 17 | Malta         | "Not My Soul"                   | Destiny Chukunyere  | 185            | 9        | Armenien       | Slovenien      | Nordmakedonien |
| 2016 | 20 november | Valletta    | 17 | Georgien      | "Mzeo" (მზეო)                   | Mariam Mamadashvili | 239            | 7        | Armenien       | Italien        | Serbien        |
| 2017 | 26 november | Tbilisi     | 16 | Ryssland      | "Wings" (Крылья)                | Polina Bogusevitj   | 188            | 3        | Georgien       | Australien     | Cypern         |
| 2018 | 25 november | Minsk       | 20 | Polen         | "Anyone I Want to Be"           | Roksana Węgiel      | 215            | 12       | Frankrike      | Australien     | Wales          |
| 2019 | 24 november | Gliwice     | 19 | Polen         | "Superhero"                     | Wiktoria Gabor      | 278            | 51       | Kazakstan      | Spanien        | Malta          |
| 2020 | 29 november | Warsawa     | 12 | Frankrike     | "J'imagine"                     | Valentina           | 200            | 48       | Kazakstan      | Spanien        | Tyskland       |
| 2021 | 19 december | Paris       | 19 | Armenien      | "Qami Qami"                     | Maléna              | 224            | 6        | Polen          | Frankrike      | Nederländerna  |
| 2022 | 11 december | Jerevan     | 16 | Frankrike     | "Oh Maman!"                     | Lissandro           | 203            | 23       | Armenien       | Georgien       | Malta          |
| 2023 | 26 november | Nice        | 16 | Frankrike     | "Cœur"                          | Zoé Clauzure        | 228            | 27       | Spanien        | Armenien       | Irland         |
| 2024 | 16 november | Madrid      | 17 | Georgien      | "To My Mom"                     | Andria Putkaradze   | 239            | 26       | Portugal       | Ukraina        | San Marino     |

### Folket mot jurygrupperna

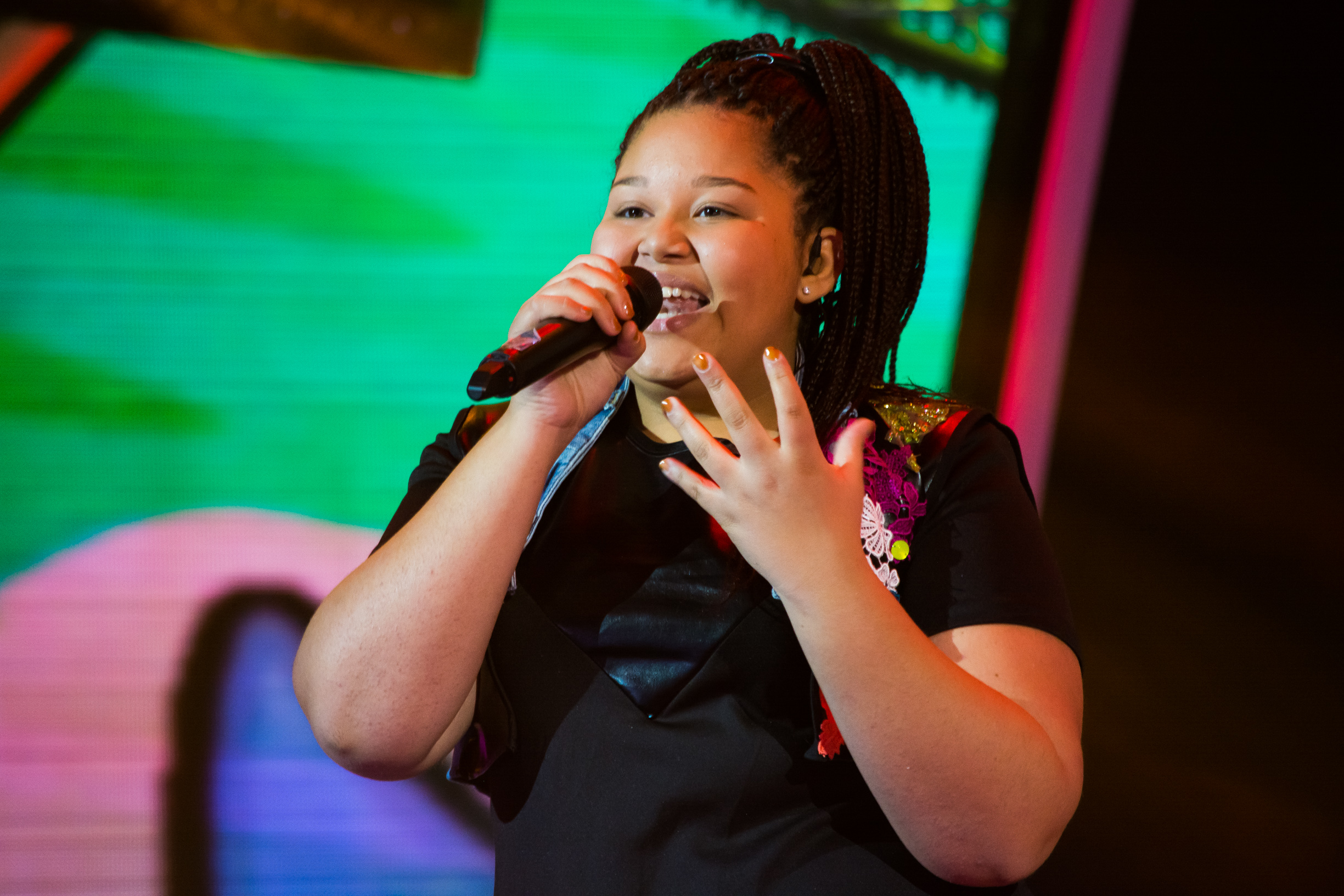
Destiny Chukunyere vann tävlingen för Malta 2015.

Sedan 2008, med undantag för 2016, har telefonröstning använts i kombination med juryröstning i varje land. Sedan 2014 har EBU valt att publicera skillnaderna mellan folkets och jurygruppernas röster. I tabellen nedan redovisas folkets respektive juryns vinnare samt den totala vinnaren år för år.
| År   | Översikt                   | Översikt                 | Översikt             |
| År   | ☎                          | Vinnare                  | J.                   |
| ---- | -------------------------- | ------------------------ | -------------------- |
| 2003 | Kroatien                   | Juryröstning användes ej |                      |
| 2004 | Spanien                    | Juryröstning användes ej |                      |
| 2005 | Belarus                    | Juryröstning användes ej |                      |
| 2006 | Ryssland                   | Juryröstning användes ej |                      |
| 2007 | Belarus                    | Juryröstning användes ej |                      |
| 2008 | Presenterades aldrig       | Georgien                 | Presenterades aldrig |
| 2009 | Presenterades aldrig       | Nederländerna            | Presenterades aldrig |
| 2010 | Presenterades aldrig       | Armenien                 | Presenterades aldrig |
| 2011 | Presenterades aldrig       | Georgien                 | Presenterades aldrig |
| 2012 | Presenterades aldrig       | Ukraina                  | Presenterades aldrig |
| 2013 | Presenterades aldrig       | Malta                    | Presenterades aldrig |
| 2014 | Bulgarien                  | Italien                  |                      |
| 2015 | Malta                      |                          |                      |
| 2016 | Tittarröstning användes ej | Georgien                 | Armenien2            |
| 2016 | Tittarröstning användes ej | Georgien2                |                      |
| 2016 | Tittarröstning användes ej | Ryssland2                |                      |
| 2017 | Nederländerna              | Ryssland                 | Georgien             |
| 2018 | Polen                      | Australien               |                      |
| 2019 | Polen                      | Kazakstan                |                      |
| 2020 | Frankrike                  |                          |                      |
| 2021 | Armenien                   | Frankrike                |                      |
| 2022 | Storbritannien             | Frankrike                |                      |
| 2023 | Frankrike                  |                          |                      |
| 2024 | Portugal                   | Georgien                 |                      |

Notes
1.^  Fastän själva tävlingsarenan låg i Marsa, Malta, meddelade den exekutiva chefen för tävlingen, Vladislav Yakovlev, den 18 december 2013 att där "inte kommer att finnas någon värdstad- men en värd-ö".
2.^  Juryröstning dominerade 2016 års upplaga, och resultatet avgjordes till 46% av en barnjury i varje land (där Armenien segrade), 46% av en vuxenjury i varje land (där Georgien segrade) och till 8% av en oberoende expertpanel (där Ryssland stod som segrare).

### Vinster och sistaplatser
Nedan listas de länder som vunnit och kommit sist tävlingen, och hur många gånger detta skett.
| Vinster | Vinster       | Sistaplaceringar | Sistaplaceringar |
| Antal   | Land          | Antal            | Land             |
| ------- | ------------- | ---------------- | ---------------- |
| 4       | Georgien      | 4                | Nordmakedonien   |
| 3       | Frankrike     | 4                | Nordmakedonien   |
| 2       | Malta         | 3                | Lettland         |
| 2       | Polen         | 3                | Polen            |
| 2       | Ryssland      | 3                | Albanien         |
| 2       | Belarus       | 2                | Malta            |
| 2       | Armenien      | 2                | Malta            |
| 1       | Italien       | 1                | Cypern           |
| 1       | Kroatien      | 1                | Grekland         |
| 1       | Kroatien      | 1                | Kroatien         |
| 1       | Nederländerna | 1                | Rumänien         |
| 1       | Nederländerna | 1                | Serbien          |
| 1       | Spanien       | 1                | Ukraina          |
| 1       | Spanien       | 1                | Wales            |
| 1       | Ukraina       | 1                | Irland           |
| 1       | Ukraina       | 1                | San Marino       |

## Placeringar (topp 3)
| Plac. | Land                   | Vinster | Andra-platser | Tredje-platser | Bästa plac. |
| ----- | ---------------------- | ------- | ------------- | -------------- | ----------- |
| 1     | Georgien               | 4       | 2             | 1              | 1           |
| 2     | Frankrike              | 3       | 1             | 1              | 1           |
| 3     | Armenien               | 2       | 5             | 3              | 1           |
| 4     | Polen                  | 2       | 1             | 0              | 1           |
| 5     | Ryssland               | 2       | 2             | 0              | 1           |
| 6     | Belarus                | 2       | 1             | 2              | 1           |
| 7     | Malta                  | 2       | 0             | 0              | 1           |
| 8     | Spanien                | 1       | 3             | 3              | 1           |
| 9     | Ukraina                | 1       | 2             | 1              | 1           |
| 10    | Nederländerna          | 1       | 1             | 0              | 1           |
| 11    | Italien                | 1       | 0             | 1              | 1           |
| 12    | Kroatien               | 1       | 0             | 1              | 1           |
| 13    | Kazakstan              | 0       | 2             | 0              | 2           |
| 14    | Storbritannien         | 0       | 1             | 1              | 2           |
| 15    | Bulgarien              | 0       | 1             | 0              | 2           |
| 16    | Portugal               | 0       | 1             | 0              | 2           |
| 17    | Australien             | 0       | 0             | 2              | 3           |
| 18    | Serbien                | 0       | 0             | 2              | 3           |
| 19    | Litauen                | 0       | 0             | 1              | 3           |
| 20    | Norge                  | 0       | 0             | 1              | 3           |
| 21    | Slovenien              | 0       | 0             | 1              | 3           |
| 22    | Sverige                | 0       | 0             | 1              | 3           |
| 23    | Belgien                | 0       | 0             | 0              | 4           |
| 24    | Danmark                | 0       | 0             | 0              | 4           |
| 25    | Irland                 | 0       | 0             | 0              | 4           |
| 26    | Rumänien               | 0       | 0             | 0              | 4           |
| 27    | Albanien               | 0       | 0             | 0              | 5           |
| 28    | Azerbajdzjan           | 0       | 0             | 0              | 5           |
| 29    | Nordmakedonien         | 0       | 0             | 0              | 5           |
| 30    | Grekland               | 0       | 0             | 0              | 6           |
| 31    | Moldavien              | 0       | 0             | 0              | 6           |
| 32    | Cypern                 | 0       | 0             | 0              | 8           |
| 33    | Israel                 | 0       | 0             | 0              | 8           |
| 34    | Lettland               | 0       | 0             | 0              | 9           |
| 35    | Tyskland               | 0       | 0             | 0              | 9           |
| 36    | San Marino             | 0       | 0             | 0              | 10          |
| 37    | Montenegro             | 0       | 0             | 0              | 13          |
| 38    | Serbien och Montenegro | 0       | 0             | 0              | 13          |
| 39    | Estland                | 0       | 0             | 0              | 14          |
| 40    | Schweiz                | 0       | 0             | 0              | 16          |
| 41    | Wales                  | 0       | 0             | 0              | 18          |

## Bästa placeringar av icke-vinnande länder
| Bästa placering | Land                   | Artist                                 | Bidrag                     | År   |
| --------------- | ---------------------- | -------------------------------------- | -------------------------- | ---- |
| 2:a (2 gånger)  | Kazakstan              | Karakat Bashanova                      | ”Forever”                  | 2020 |
| 2:a (2 gånger)  | Kazakstan              | Jerzjan Maksim                         | "Armanyngnan qalma"        | 2019 |
| 2:a             | Portugal               | Victoria Nicole                        | "Esperança"                | 2024 |
| 2:a             | Bulgarien              | Krisia, Hasan & Ibrahim                | ”Planet of the Children”   | 2014 |
| 2:a             | Storbritannien         | Cory Spedding                          | ”The Best Is Yet to Come”  | 2004 |
| 3:e (2 gånger)  | Australien             | Jael                                   | ”Champion”                 | 2018 |
| 3:e (2 gånger)  | Australien             | Isabella Clarke                        | "Speak Up"                 | 2017 |
| 3:e (2 gånger)  | Serbien                | Sonja Škorić                           | "Čarobna noć"              | 2010 |
| 3:e (2 gånger)  | Serbien                | Nevena Božović                         | "Piši mi"                  | 2007 |
| 3:e             | Slovenien              | Lina Kuduzović                         | "Prva ljubezen"            | 2015 |
| 3:e             | Litauen                | Eglė Jurgaitytė                        | "Laiminga diena"           | 2008 |
| 3:e             | Sverige                | Molly Sandén                           | ”Det finaste någon kan få” | 2006 |
| 3:e             | Norge                  | Malin                                  | ”Sommer og skolefri”       | 2005 |
| 4:e             | Irland                 | Sophie Lennon                          | ”Solas”                    | 2022 |
| 4:e             | Belgien                | Laura Omloop                           | "Zo verliefd (Yodelo)"     | 2009 |
| 4:e             | Danmark                | Nicolai                                | ”Shake Shake Shake”        | 2005 |
| 4:e             | Rumänien               | Noni Răzvan Ene                        | "Îți mulțumesc"            | 2004 |
| 5:e (2 gånger)  | Nordmakedonien         | Bobi Andonov                           | ”Prati mi SMS”             | 2008 |
| 5:e (2 gånger)  | Nordmakedonien         | Rosica Kulakova & Dimitar Stojmenovski | "Ding Ding Dong"           | 2007 |
| 5:e             | Azerbajdzjan           | Sona Azizova                           | ”One Of Those Days”        | 2021 |
| 5:e             | Albanien               | Mishela Rapo                           | "Dambaje"                  | 2015 |
| 6:e             | Moldavien              | Lerika                                 | ”No, No”                   | 2011 |
| 6:e             | Grekland               | Alexandros & Kalli                     | "Tora einai i seira mas"   | 2005 |
| 8:e (2 gånger)  | Cypern                 | Louis Panagiotou & Christina Christofi | "Agoria koritsia"          | 2006 |
| 8:e (2 gånger)  | Cypern                 | Marios Tofis                           | "Onira"                    | 2004 |
| 8:e             | Israel                 | Kids.il                                | ”Let the Music Win”        | 2012 |
| 9:e             | Tyskland               | Fia                                    | ”Ohne Worte”               | 2023 |
| 9:e             | Lettland               | Dzintars Čīča                          | "Tu esi vasarā"            | 2003 |
| 10:e            | San Marino             | Michele Perniola                       | "O-o-O Sole intorno a me"  | 2013 |
| 13:e            | Montenegro             | Jana Mirković                          | "Oluja"                    | 2015 |
| 13:e            | Serbien och Montenegro | Filip Vučić                            | "Ljubav pa fudbal"         | 2005 |
| 14:e            | Estland                | Annabelle                              | "Tänavad"                  | 2024 |
| 16:e            | Schweiz                | Demis Mirarchi                         | ”Birichino”                | 2004 |
| 18:e            | Wales                  | Erin Mai                               | ”Calon yn Curo”            | 2019 |

## Eurovision Song Contest
Listan nedan redovisar tidigare deltagare i Junior Eurovision Song Contest som även deltagit i Eurovision Song Contest. Sedan 2014 har vinnaren av Junior Eurovision Song Contest bjudits in till att medverka under en kort intervju under finalen av Eurovision Song Contest.
| Land          | Artist             | JESC   | ESC  | Anmärkningar |
| ------------- | ------------------ | ------ | ---- | --- |
| Armenien      | Monica Manucharova | 2008   | 2016 | Bakgrundssångerska till Iveta Mukuchyan.                                                                          |
| Litauen       | Ieva Zasimauskaitė | 2007 4 | 2018 | Deltog med bidraget "When We’re Old" som placerade sig på tolfte plats i finalen.                                 |
| Malta         | Destiny Chukunyere | 2015   | 2019 | Bakgrundssångerska till Michela Pace.                                                                             |
| Malta         | Destiny Chukunyere | 2015   | 2020 | Skulle ha deltagit med bidraget "All of My Love".                                                                 |
| Malta         | Destiny Chukunyere | 2015   | 2021 | Deltog med bidraget "Je Me Casse" som placerade sig på sjunde plats i finalen. .                                  |
| Nederländerna | O'G3NE3            | 2007   | 2017 | Deltog med bidraget "Lights and Shadows" som placerade sig på elfte plats i finalen.                              |
| Polen         | Weronika Bochat1   | 2004   | 2010 | Bakgrundssångerska till Marcin Mroziński.                                                                         |
| Ryssland      | Tolmachevy Twins   | 2006   | 2014 | Deltog som Tolmachevy Sisters med bidraget "Shine" som placerade sig på sjunde plats i finalen.                   |
| San Marino    | Michele Perniola   | 2013   | 2015 | Deltog som en duett med bidraget "Chain of Lights" som placerade sig på sextonde plats i den andra semifinalen.   |
| San Marino    | Anita Simoncini2   | 2014   | 2015 | Deltog som en duett med bidraget "Chain of Lights" som placerade sig på sextonde plats i den andra semifinalen.   |
| Serbien       | Nevena Božović     | 2007   | 2013 | Deltog i gruppen Moje 3 med bidraget "Ljubav je svuda" som placerade sig på elfte plats i den första semifinalen. |
| Serbien       | Nevena Božović     | 2007   | 2019 | Deltog med bidraget "Kruna" som placerade sig på artonde plats i finalen.                                         |
| Nederländerna | Stefania           | 20165  | 2020 | Skulle ha deltagit med bidraget "Superg!rl" för Grekland.                                                         |
| Nederländerna | Stefania           | 20165  | 2021 | Deltog med bidraget "Last Dance" som placerade sig på tionde plats i finalen för Grekland.                        |
| Georgien      | Iru                | 20116  | 2023 | Deltog med bidraget "Echo" som placerade sig på tolfte plats i semifinal 2.                                       |

1.^ Deltog i gruppen KWADro.
2.^ Deltog i gruppen The Peppermints.
3.^ Deltog som Lisa, Amy & Shelley.
4.^ Bakgrund sångerska till Lina Joy.
5.^ Deltog i gruppen Kisses.
6.^ Deltog i gruppen Candy.